# Луріньш Антон Антонович
Антон Антонович Луріньш (Лурінь) (латис. Antons Luriņš, 31 липня 1911, маєток Веверівка Варкавської волості Іллукстського повіту Курляндської губернії, тепер Латвія — 6 жовтня 1983, місто Рига, тепер Латвія) — латиський радянський діяч, голова Даугавпілського повітового виконкому Латвійської РСР, 1-й секретар Бауського районного комітету КП Латвії. Депутат Верховної Ради СРСР 1—2-го скликань (1941—1950). Герой Соціалістичної Праці (15.02.1958).

## Життєпис
Народився в селянській родині. Навчався в Першій гімназії міста Двінська (Даугавпілса), навчання не закінчив. Працював кур'єром, сторожем Даугавпілського Земельного банку.
З 1931 року брав участь в нелегальному комуністичному русі. У 1932 році затриманий під час нелегального мітингу в лісі біля Даугавпілса, засуджений за комуністичну діяльність.
Після захоплення Латвії радянськими військами, в 1940 році — голова Даугавпілської міської ради.
Член ВКП(б) з 1940 року.
З 1940 року — голова Даугавпілського тимчасового повітового виконавчого комітету, голова виконавчого комітету Даугавпілської повітової ради депутатів трудящих Латвійської РСР. Під час німецько-радянської війни перебував у евакуації.
У 1949 році закінчив Вищу партійну школу при ЦК ВКП(б).
У 1949—1952 роках — заступник міністра сільського господарства Латвійської РСР.
7 травня 1952 — червень 1953 року — голова виконавчого комітету Даугавпілської обласної ради депутатів трудящих.
У 1954—1955 роках — заступник міністра рибної промисловості Латвійської РСР.
У 1955—1960 роках — 1-й секретар Бауського районного комітету КП Латвії; завідувач відділу ЦК КП Латвії.
Виключений зі складу ЦК КП Латвії Постановою ІІІ пленуму ЦК КП Латвії 1—2 серпня 1960 року.
З 1960 до 1982 року працював директором завод експериментальних біохімічних препаратів Дослідного інституту імені академіка Аугуста Кірхенштейна АН Латвійської РСР.
З 1982 року — персональний пенсіонер союзного значення в Ризі.
Помер 6 жовтня 1983 року в Ризі. Похований на Лісовому цвинтарі Риги.

## Нагороди
- Герой Соціалістичної Праці (15.02.1958)
- орден Леніна (15.02.1958)
- орден Вітчизняної війни І ст. (1.02.1945)
- два ордени Трудового Червоного Прапора
- медаль «За трудову доблесть»
- медалі